# Schima superba
Schima superba là một loài thực vật có hoa trong họ Theaceae. Loài này được Gardner & Champ. miêu tả khoa học đầu tiên năm 1849.

## Hình ảnh

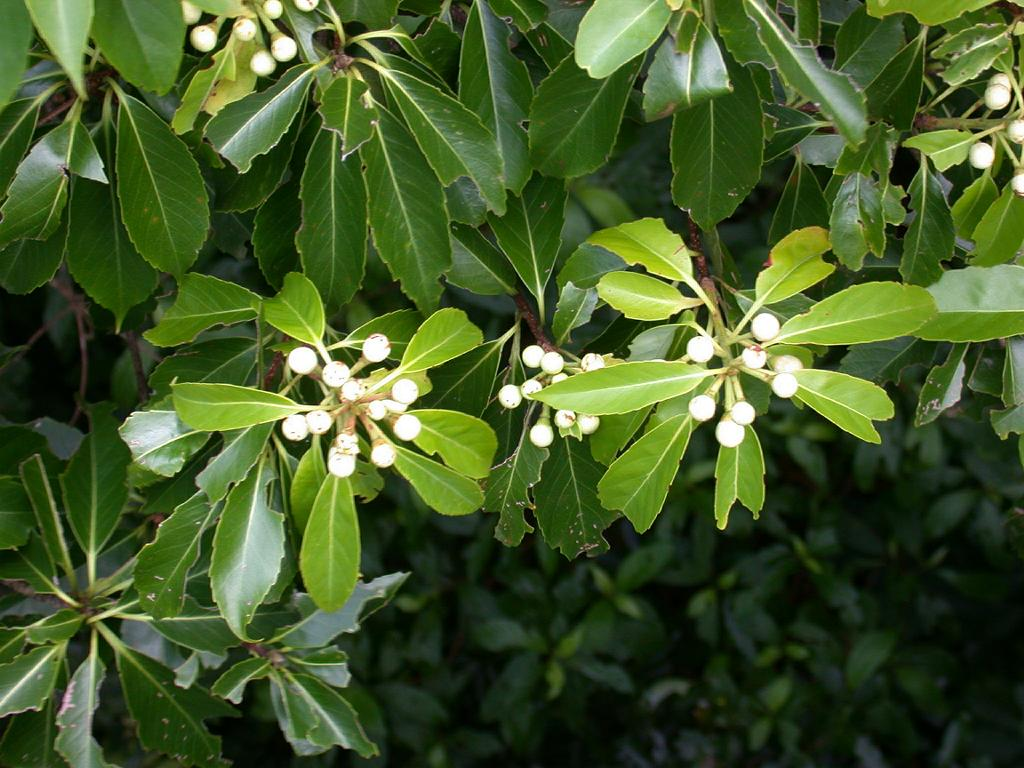